# Spårvidd 914 mm
Spårvidd 914 mm är en spårvidd med bredden tre engelska fot, även kallad trefotsbana. Spårvidden förekommer i Australien, Kanada, Colombia, El Salvador, Georgien, Guatemala, Irland, Isle of Man, Peru, Spanien och i USA. I och med att spåren är smalare än standardspårvidden 1435 mm så är de så kallade smalspår. 

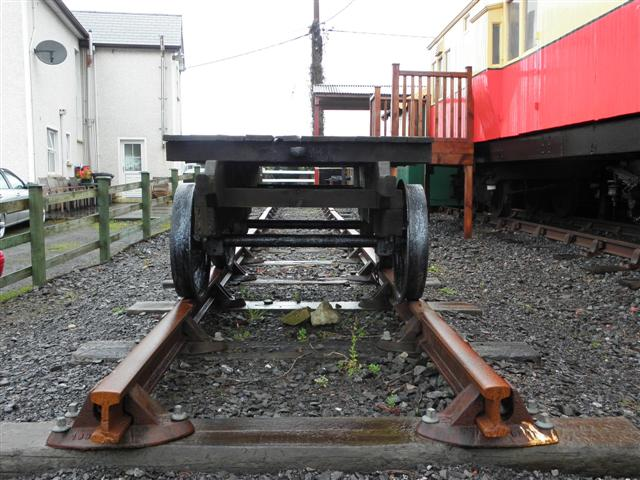
Donegal Railway Centre

I Sverige förekommer en smalspårvidd med bredden tre svenska fot, den något smalare 891 mm. Även dessa kallas trefotsbanor.